# محوطه تخت رستم
محوطه تخت رستم مربوط به دوران پیش از تاریخ ایران باستان است و در شهرستان نکا، سمت راست جاده اصلی ساری به نکا واقع شده و این اثر در تاریخ ۲۵ اسفند ۱۳۸۰ با شمارهٔ ثبت ۵۴۳۵ به‌عنوان یکی از آثار ملی ایران به ثبت رسیده است.